# 히어로 (2013년 영화)
《히어로》는 2013년에 개봉한 대한민국의 영화이다.

## 캐스팅
- 오정세 : 주연 / 썬더맨 역
- 박철민 : 영탁 역
- 정은표 : 감독 역
- 신지수 : 민희 역
- 황인영 : 세영 역
- 정윤석 : 규완 역
- 정하은 : 현주 역
- 배호근 : 제현 / 세이든 역
- 정진 : 광식 역
- 문원주 : 봉수 역
- 김경룡 : 조정위원 역
- 손병호 : 원무과장 역 (특별출연)
- 문희경 : 제현 모 역 (특별출연)